# Martin-Luther-Krankenhaus (Schleswig)
Die Martin-Luther-Krankenhaus, auch als Schlei-Klinikum bezeichnet, war ein Krankenhaus an der Moltkestraße und Lutherstraße in Schleswig. Es war als Plankrankenhaus Teil des Krankenhausplans Schleswig-Holstein.

## Geschichte
Das sechsstöckige Gebäude aus dem Jahr 1962 ersetzte das alte Stadtkrankenhaus. Beim Bau wurde zugleich ein Notkrankenhaus im unterirdischen Luftschutzbunker errichtet. Der Rohbau des Luftschutzbunkers war am 28. Januar 1971 fertiggestellt; auf seine Einrichtung wurde jedoch verzichtet. Der Luftschutzbunker wurde als Standort für die beiden Notstromaggregate genutzt.
Es verfügte 2004 über 315 Betten.
Das Haus zählte ab 2005 zur Damp-Gruppe und kam mit deren Übernahme an die Helios Kliniken. Das Haus zog in den Helios-Neubau an der St.-Jürgener-Straße in Schleswig um. Im September 2016 wurde das Haus geräumt. Es folgte eine Ausschreibung für den Verkauf des Objekts mit 24.380 Quadratmetern Nutzfläche; im Gespräch war eine Nutzung als Wohnimmobilie.

## Sonstiges
Das Haus 1 des Klinikums diente während des Leerstands als Filmkulisse für Krankenhausszenen der ZDF-Fernsehproduktion Der Landarzt.